# Горенштейн, Аркадий Исаакович
Арка́дий (Ааро́н) Иса́акович Горенште́йн (6 июля 1941, Херсон, УССР — 25 июля 2013, Тель-Авив, Израиль) — советский и израильский детский хирург. Ученик член-корреспондента АМН СССР Г. А. Баирова, ординатор клиники детской хирургии Ленинградского педиатрического медицинского института.
Один из ведущих детских хирургов Израиля, в числе первых четырёх специалистов сдавший экзамен по детской хирургии в соответствии с североамериканским стандартом; профессор хирургии Тель-Авивского университета; руководитель отделения детской хирургии Медицинского центра имени Эдит Вольфсон.

## Биография
Родился в семье кадрового офицера РККА Исаака Ароновича Горенштейна (1916—1943) и его жены Доры Яковлевны Кантор. Сын раввина из Проскурова, старший лейтенант И. А. Горенштейн оказался на фронте ещё до рождения сына. Он воевал в составе 2-го гвардейского танкового корпуса и погиб в районе хутора Ильинка 7 января 1943 года на завершающем этапе Сталинградской битвы.
Когда в августе 1941 года на окраинах Херсона уже шли бои, с ребенком на руках Дора Яковлевна вместе со своими родителями успела покинуть город. Сначала добрались до Баку, откуда отправились ещё дальше, в Дагестан. Всю войну семья проживала сначала в Буйнакске, где Дора Яковлевна устроилась на работу директором Военторга, а затем в Казахстане и вновь в Буйнакске.
В Херсон с мамой и бабушкой Аркадий вернулся в 1945 году. В 1948 году он в поступил в мужскую школу № 4, но после восстановления в 1954 году совместного обучения оказался в школе № 20 – бывшей городской гимназии, основанной ещё в 1815 году. Ещё в первом классе судьба свела его с Вильямом Гуселем, на всю жизнь ставшим самым близким другом. Именно под его влиянием Аркадий Горенштейн принял решение стать врачом. В 1958 году, окончив десятилетку, друзья отправились в Ленинград, где оба успешно поступили в педиатрический медицинский институт.
Будущая специальность была выбрана А. И. Горенштейном не сразу. Это произошло неожиданно в конце второго курса во время ночного дежурства санитаром. Сам Аркадий Исаакович вспоминал:
...Проходивший мимо старший хирург, мельком взглянув на меня, бросил: "Ты студент?" – "Да". – "Быстро мыться на операцию, мне нужен будет ещё один ассистент"… Я покорно отправился за ним, "мылся" на операцию, стараясь имитировать движения других членов хирургической бригады. Операция длилась часа четыре... Тут я почувствовал не замеченную до этого соплю, вытекавшую из моего носа, и «смачно» вытер нос рукавом моего стерильного халата, после чего отборным матом оператора был изгнан из операционной. Но было уже поздно. Я понял, что этим и только этим я хочу заниматься всегда...
И сегодня, когда мне уже перевалило за семьдесят, заразивший меня в ту ночь вирус хирургии продолжает бесчинствовать в моем организме.
Учащимся третьего курса Аркадий Горенштейн пришёл в студенческое научное общество (СНО) при кафедре детской хирургии, а начиная с четвёртого курса начал подрабатывать анестезистом в детской хирургической клинике. 

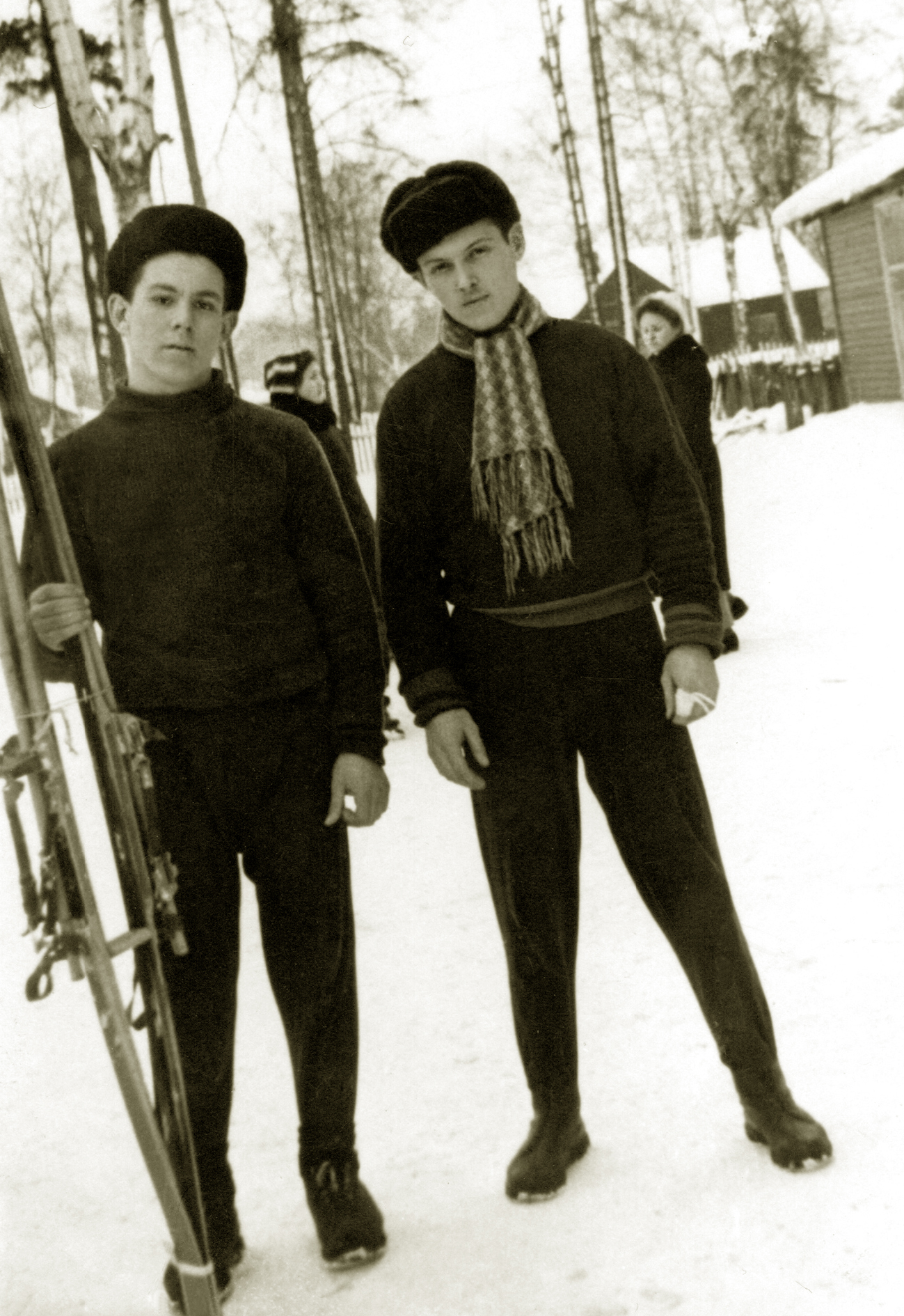
А. Горенштейн (слева) и В. Гусель в годы учёбы в ЛПМИ. 1960 г.

В СНО он оказался свидетелем рождения нового направления – хирургии врождённых пороков. В те годы профессор Г. А Баиров приступил к осуществлению своих первых и оттого уникальных операций новорожденным с атрезией пищевода. Проблемы, с которыми сталкивались хирурги при этой патологии, навели на мысль Аркадия Горенштейна с товарищем по СНО Вадимом Фёдоровым выполнить экспериментальную работу по пластике пищевода с использованием предложенного ими собственного сочетанного ауто- гетеропротеза. Работа была признана лучшей на двух Всероссийских студенческих конференциях, а один из ведущих советских детских хирургов профессор С. Я. Долецкий сравнил её с полноценной кандидатской диссертацией.

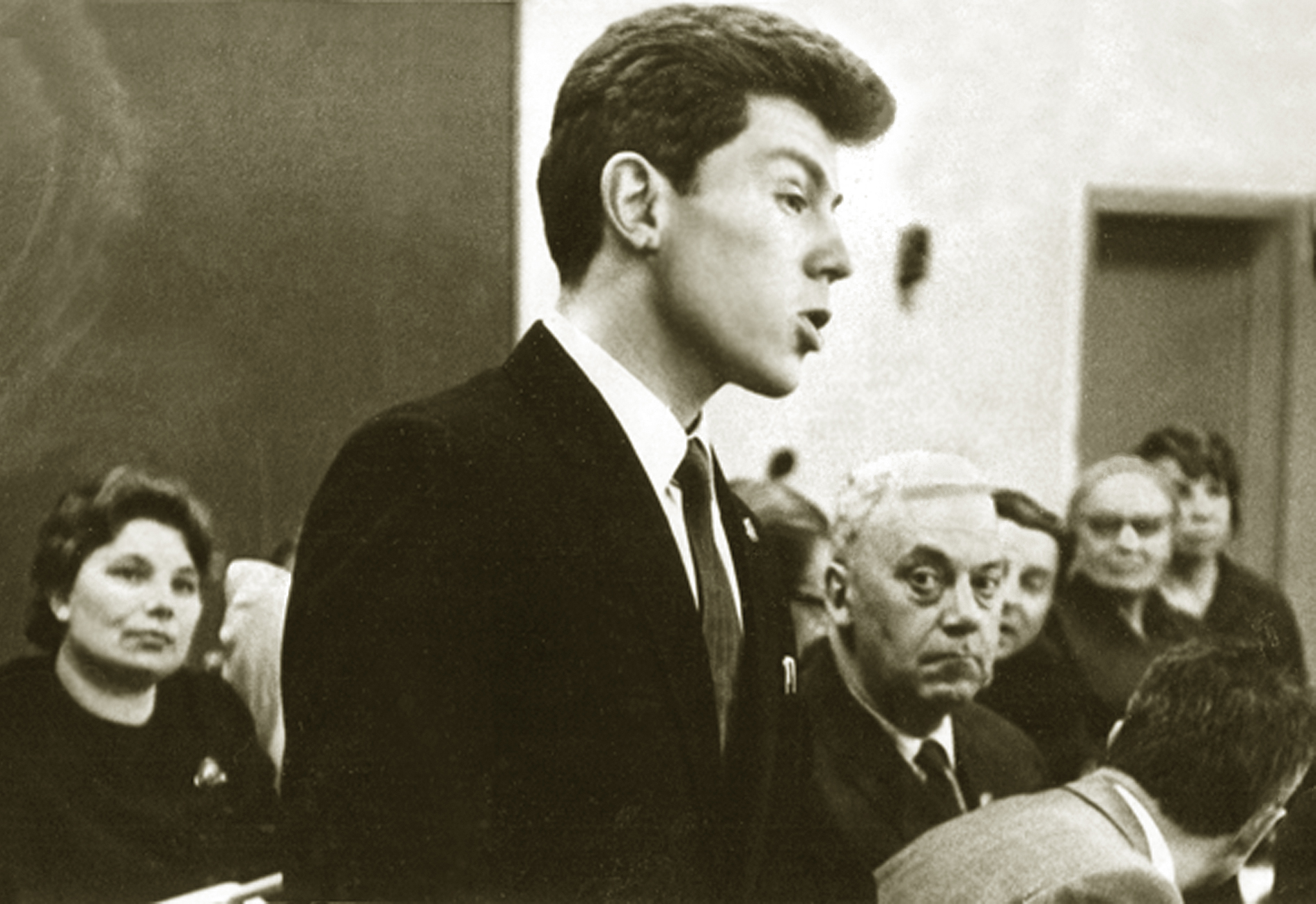
А. Горенштейн выступает на республиканской студенческой конференции. 1962 г.

С окончанием института, в 1964 году А. И. Горенштейн по распределению на три года уехал в Вологду. С большим трудом ему удалось получить согласие местных органов управления здравоохранением на работу детским хирургом – ординатором хирургического отделения городской (позже – областной) детской больницы. С его приходом хирургическая активность отделения резко возросла. Многие операции, которые стал здесь делать А. И. Горенштейн, ранее детям в Вологде не выполнялись. Почти непрерывно оперируя в больнице, работая в приёмном отделении, вылетая в отдалённые районы области санитарной авиацией, он за короткий период приобрел бесценный опыт.
В 1967 году А. И. Горенштейн вернулся в Ленинград, где сначала был принят хирургом в детскую больницу им К. А. Раухфуса, а через полгода, после завершения ремонта в ЛПМИ – штатным ординатором хирургической клиники педиатрического института. Очень быстро он стал одним из самых оперирующих хирургов клиники, способным выполнять хирургические вмешательства любой сложности. Это позволило Аркадию Исааковичу завоевать особое доверие и расположение коллег и прежде всего заведующего отделением С.Н. Трухманова и заведующего кафедрой детских болезней ЛПМИ профессора Г. А. Баирова. По его совету А. И. Горенштейн начал работу по своей диссертационной теме: «Повреждения Монтеджа у детей» (кандидатская диссертация была успешно защищена им в 1971 году).
Казалось, перед Аркадим Исааковичем открылись перспективы в скором времени перейти в академический штат кафедры, однако неожиданно от профессора Г. А. Баирова он узнал, что этого не произойдет, поскольку есть негласное распоряжение не принимать на вакантные ставки кафедры врачей-евреев. Сам А. И. Горенштейн 50 лет спустя, вспоминая этот разговор, описал его следующим образом: 
Он положил передо мной оригинал пересланного ему из райкома партии анонимного доноса: дескать, половина состава его кафедры – евреи, а те, кто числятся неевреями – скрытые евреи (что было близко к истине). После того, как я ознакомился с документом, Гирей Алиевич сообщил извиняющимся голосом, что, к сожалению, дорога в академический состав кафедры для меня закрыта. Но я воспринял это совершенно спокойно и естественно. Я помнил, где я живу, и у меня был уже к этому иммунитет.
Оставаясь рядовым хирургом клиники и не имея никаких шансов дальнейшего научного роста, А. И. Горенштейн сумел выполнить целый ряд нетривиальных исследований, многие из которых в те годы не имели аналогов в мировой практике. В частности, им была разработана уникальная методика контроля кровотока в нижней полой вене при операциях по поводу эмбриональной грыжи у новорожденных (Omphalocele).
Свою работу в СССР А. И. Горенштей завершил в 1978 году, когда вместе с семьёй получил разрешение на эмиграцию в Израиль.

### Работа в Израиле
После стандартного периода абсорбции А. Горенштейн был принят в крупнейший в Иерусалиме  госпиталь «Хадасса Эйн-Керем». 
Получив на два года стипендию от министерства абсорбции, он был принят врачом-стажёром отделения детской хирургии профессора Мейдада Шиллера. Этот период оказался чрезвычайно напряжённым. Постоянные дежурства в больнице сменялись многочасовой работой с литературой. Через два года благодаря поддержке профессора по сосудистой хирургии Эдуарда Шифрира Аркадий Исаакович был зачислен в штат больницы хирургом отвечающим за сосудистое обеспечение больных, нуждающихся в гемодиализе. Одновременно он продолжил практику в своём отделении, где специализировался в хирургическом лечении сложных врожденных пороках развития.
Наконец, спустя четыре года Аркадий Горенштейн занял должность старшего врача отделения детской хирургии, где сначала прошёл тренинг по общей хирургии у профессора Натана Зальца, а затем по детской хирургии у профессора Мейдада Шиллера. Основной его специализацией стали сложные врожденные пороки развития. К 1985 году Аркадий Исаакович оказался среди первых четырёх хирургов в Израиле, сдавших экзамен по детской хирургии в соответствии с американскими стандартами и получивших диплом детского хирурга.
С 1985 года в течение года Аркадий Горенштейн проходил резидентуру при «Детском госпитале» в Торонто (Канада) и вернулся в Израиль с неофициальным титулом «GIA»  («учился в Америке»).
В феврале 1989 года он принял предложение возглавить, а по существу, организовать отделение детской хирургии в клинике им. Эдит Вольфсон  в Тель-Авиве. На тот момент по своим возможностям клиника «Вольфсон» существенно уступала госпиталю «Хадасса Эйн-Керем» и такое решение Аркадия Исааковича для многих выглядело рискованным. Однако, с приходом в «Вольфсон» нового главного врача, поставившего перед собой задачу радикально улучшить организацию обслуживания больных, всё быстро стало меняться к лучшему. Благодаря общим усилиям коллектива и, в том числе А. Горенштейна, популярность больницы значительно возросла, а её отделение детской хирургии завоевало заслуженный авторитет.
При самом деятельном участии Аркадия Горенштейна в 1996 году в клинике «Вольфсон» была запущена благотворительная программа «Save a Child's Heart» («Спасти сердце ребёнка»). В рамках этой программы он осуществлял настойчивые попытки по организации взаимодействия с Россией и прежде всего с Санкт-Петербургом по проблеме хирургического лечения врожденных пороков сердца, но не встретил понимания. Возможно, дело было в том, что аналогичная программа под названием «Heart to heart» («От сердца к сердцу») уже действовала в Санкт-Петербурге при активном участии детского госпиталя Окленда (штат Калифорния, США).
В самом конце 2011 года у Аркадия Исааковича было обнаружено фатальное заболевание. В течение полутора лет, до последнего дня жизни он мужественно боролся со своим недугом. Эти несколько отведенных ему месяцев он посвятил работе над своей итоговой книгой воспоминаний, которую назвал «Глядя в прошлое». Профессор А. И. Горенштейн скончался 25 июля 2013 года и был похоронен в Тель-Авиве на кладбище Яркон (Yarkon Cemetery), Гуш Этрог (Gush Etrog St.), эзор 4, ряд 38 место 3.

## Семья
- Жена — Татьяна Ароновна Слуцкая (род. 1945, Ленинград) – художник-иллюстратор;
  - Дочь — Надежда Горенштейн (род. 4 ноября 1970, Ленинград) – художник, специалист в области графического дизайна;
  - Сын — Михаэль (Мики) Горенштейн (род. 22 июля 1982, Иерусалим) – художник, специалист по цифровым эффектам в кино и кинопродукции.

## Научный вклад
Круг профессиональных интересов профессора Горенштейна был очень широк: врожденные пороки развития желудочно-кишечного тракта и сосудистой системы, интенсивная терапия новорожденных в предоперационном и послеоперационном периодах, проблемы абдоминальной хирургии у детей и подростков. Более 30 статей в международных журналах , 13 описаний уникальных клинических случаев, 4 главы в монографиях по детской хирургии и 33 презентации на международных конгрессах по детской хирургии. Таков научный вклад профессора Горенштейна, заведующего отделением госпиталя Вольфсон в  мировую медицинскую науку. Мало кто из выходцев из его Альма Матер (Ленинградский Педиатрический Медицинский институт) сумел достичь такого международного признания. Болезнь и смерть оборвали его организационную, преподавательскую и научную деятельность в зените.

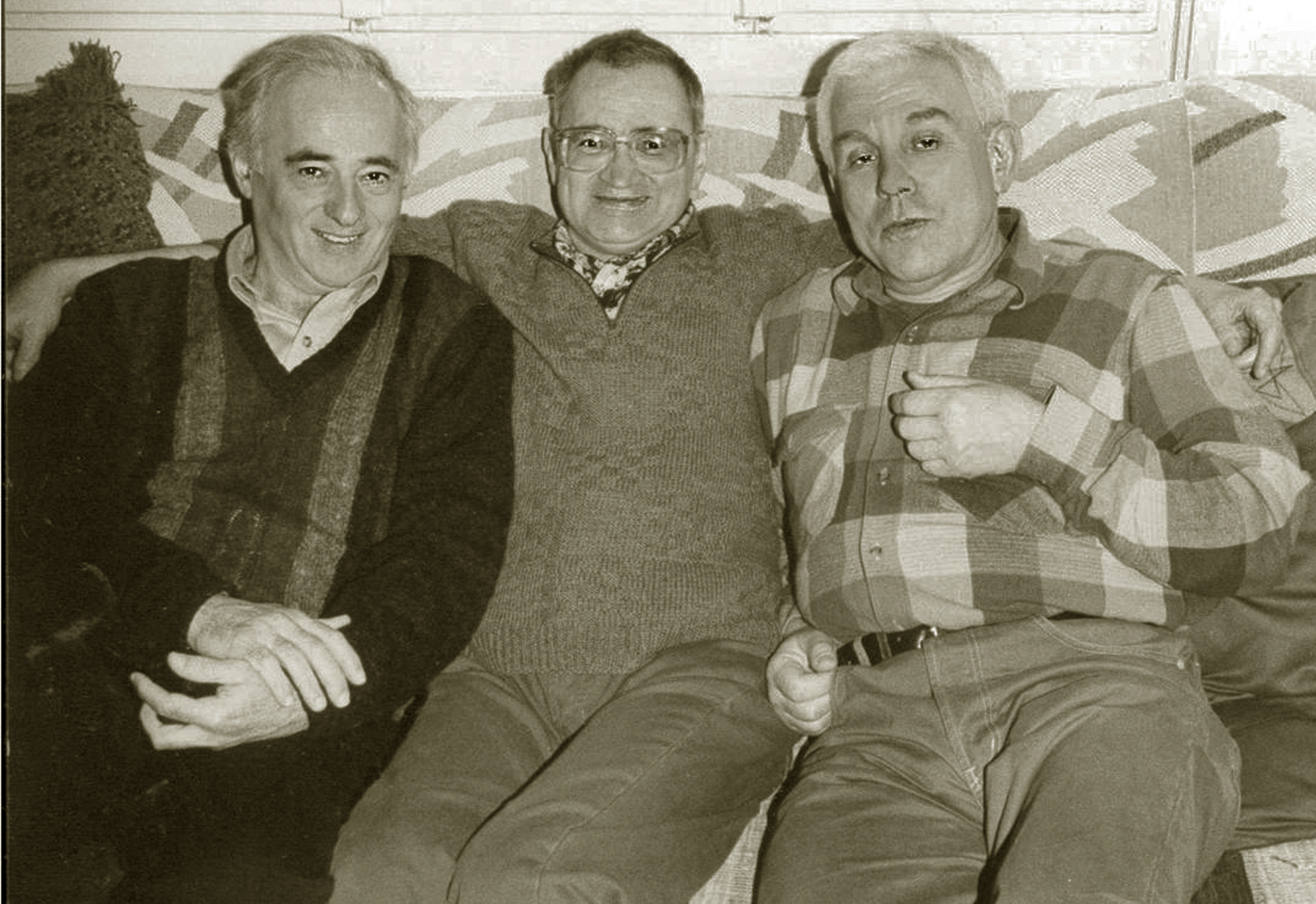
Аркади Горенштейн (справа) со своими институтскими друзьями: гл. детским аллергологом СПб, позже гражданином Израиля профессором Александром Зисельсоном (слева) и гл. детским реаниматологом СПб профессором Эдуардом Цыбулькиным (в центре).

Эти слова принадлежат другу и коллеге А. И. Горенштейна как по годам учёбы в ЛПМИ, так и по последующей работе в СССР и Израиле профессору А. Д. Зисельсону.

### Публикации и научные труды
- Горенштейн А. И. Повреждения Монтеджа у детей : Автореф. дис. на соискание учен. степени канд. мед. наук. — ЛПМИ. — Л., 1971 № 11. — 17 с.
- Горенштейн А. И., Фёдоров В. С. Предупреждение рубцовых сужений при свободной пластике пищевода в эксперименте. — Экспериментальная хирургия и анестезиология. — 1976 № 4. — С. 60-64.
- Горенштейн А. И. Илеокаваграфия у детей. — Вестник хирургии имени И. И. Грекова. — 1974 № 11. — Т. 113. — С. 97.
- Горенштейн А. И. Повреждения Монтеджа. / в кн. Г. А. Баирова «Травматология детского возраста». — М.: Медицина, 1976. — 426 с.
- Горенштейн А. И. Повреждение Галеацци. / в кн. Г. А. Баирова «Травматология детского возраста». — М.: Медицина, 1976. — 426 с.
- Горенштейн А. И. Повреждения кровеносных сосудов и периферических нервов. / в кн. Г. А. Баирова «Травматология детского возраста». — М.: Медицина, 1976. — 426 с.
- Цыбулъкин Э. А., Горенштейн А. И., Матвеев Ю. В., Неволин-Лопатин M. И. Опасности пункции и длительной катетеризации подключичной вены у детей. — Педиатрия. — 1976, № 12. — С. 51-56.
- Gorenstein A., Katz S., Schiller M. Congenital Angiodysplasia of the Superficial Venous System of the Lower Extremities in Children. — Annals of Surgery. — 1988, № 2. — Vol. 207. — P. 213-218.
- Gorenstein A., Gordon R L, Shifrin E., Schiller M. Plebography of the deep venous system of the leg in children. — Radiology. — 1982, № 3. — Vol. 144. — P. 519-524.
- Gorenstein A., Shifrin E., Gordon R L, Katz S., Schiller M. Congenital aplasia of the deep veins of lower extremities in children: The role of ascending functional phlebography. — Surgery. — 1986, № 4. — Vol. 99. — P. 414-420.
- Gorenstein A., Katz S., Schiller M. Congenital aneurysms of the deep veins of the lower extremities. — Journal of Vascular Surgery. — 1982, № 5. — Vol. 5. — P. 765-768.

Продолжение списка научных работ
- Gorenstein A., Levine A., Boaz M., Mandelberg A., Serour F. Severity of acid gastroesophageal reflux assessed by pH metry: is it associated with respiratory disease?. — Pediatric Pulmonology. — 2003, № 4. — Vol. 36. — P. 330-334.
- Serour F., Herman A., Babai I., Gorenstein A., Gershon N., Somekh E., Dalal I. Evaluation of a possible inflammatory response after appendectomy for non-perforated appendicitis in children. — European Journal of Pediatric Surgery. — 2009, № 1. — Vol. 20. — P. 29-34.
- Serour F., Herman A., Witzling M., Gorenstein A., Dalal I. Sonographic findings following appendectomy for uncomplicated appendicitis in children. — Pediatric Radiology. — 2009, № 9. — Vol. 39. — P. 926-932.
- Dalal I, Somekh E., Bilker-Reich A., Boaz M., Gorenstein A., Serour F. Serum and peritoneal inflammatory mediators in children with suspected acute appendicitis. — Archives of Surgery. — 2005, № 2. — Vol. 140. — P. 169-173.
- Serour F., Witzling M., Gorenstein A. Is laparoscopic appendectomy in children associated with an uncommon postoperative complication?. — Surgical Endoscopy. — 2005, № 7. — Vol. 19. — P. 919-922.
- Serour F., Somekh E., Krutman B., Gorenstein A. Excision with primary closure and suction drainage for pilonidal sinus in adolescent patients. — Pediatric Surgery International. — 2002, № 2-3. — Vol. 18. — P. 159-161.
- Serour F., Gorenstein A. Treatment of the toe tourniquet syndrome in infants. — Pediatric Surgery International. — 2003, № 8. — Vol. 19. — P. 598-600.
- Gorenstein A., Serour F., Bujanover Y. Unusual presentation of esophageal communicating duplication in a child. — Journal of Pediatric Surgery. — 1999, № 9. — Vol. 34. — P. 1430-1431.
- Somekh E., Serour F., Gorenstein A., Vohl M., Lehman D. Unusual presentation of esophageal communicating duplication in a child. — Immunobiology. — 2000, № 3-4. — Vol. 201. — P. 461-469.
- Somekh E., Gorenstein A., Serour F. Acute epididymitis in boys: evidence of a post-infectious etiology. — The Journal of Urological. — 2004, № 1. — Vol. 171. — P. 391-394.
- Serour F., Gorenstein A., Somekh E. Needle aspiration for suppurative cervical lymphadenitis. — Clin Pediatr (Phila). — 2002, № 7. — Vol. 41. — P. 471-474.
- Serour F., Gorenstein A., Dan M. Tourniquet syndrome of the clitoris in a 4-year-old girl. — The Journal of Emergency Medicine. — 2007, № 3. — Vol. 33. — P. 283-284.
- Somekh E., Serour F., Goncalves D., Gorenstein A. Air enema for reduction of intussusception in children: risk of bacteremia. — Radiology. — 1996, № 1. — Vol. 200. — P. 217-218.
- Serour F., Gorenstein A., Boaz M. Characteristics of thermal burns in children admitted to an Israeli pediatric surgical ward. — The Israel Medical Association Journal. — 2008, № 4. — Vol. 10. — P. 282-286.
- Serour F., Stein M., Gorenstein A., Somekh E. Early burn related gram positive systemic infection in children admitted to a pediatric surgical ward. — Burns. — 2006, № 3. — Vol. 32. — P. 352-356.
- Serour F., Efrati Y., Klin B., Barr J., Gorenstein A., Vinograd I. Subcuticular skin closure as a standard approach to emergency appendectomy in children: prospective clinical trial. — World Journal of Surgery. — 1996, № 1. — Vol. 20. — P. 38-42.
- Eshed I., Witzling M., Gorenstein A., Serour F. Reduction of intussusception by air enema in children – experience over a 13-year period. — “Harefuah”. — 2003, № 10. — Vol. 142. — P. 659-661.
- Gorenstein A., Gewurtz G., Serour F., Somekh E. Postappendectomy intra-abdominal abscess: a therapeutic approach. — Archives of Disease in Childhood. — 1994, № 5. — Vol. 70. — P. 400-402.
- Serour F., Somekh E., Gorenstein A. Perianal abscess and fistula-in-ano in infants: a different entity?. — Diseases of the Colon & Rectum. — 2005, № 2. — Vol. 48. — P. 359-364.
- Serour F., Gorenstein A. Characteristics of perianal abscess and fistula-in-ano in healthy children. — World Journal of Surgery. — 2006, № 3. — Vol. 30. — P. 467-472.
- Serour F., Witzling M, Frenkel-Laufer D., Gorenstein A. Intestinal obstruction in an autistic adolescent. — Pediatric Emergency Care. — 2008, № 10. — Vol. 24. — P. 688-690.
- Gorenstein A., Somekh E. Suppurative cervical lymphadenitis: treatment by needle aspirations. — The Pediatric Infectious Disease Journal. — 1994, № 7. — Vol. 13. — P. 669-671.
- Serour F., Gorenstein A., Lipnitzky V., Zaidel L. Adenomyoma of the small bowel: a rare cause of intussusception in childhood. — Journal of Pediatric Gastroenterology and Nutrition. — 1994, № 2. — Vol. 18. — P. 247-249.
- Gorenstein A., Levine A., Boaz M., Mandelberg A., Serour F. Severity of acid gastroesophageal reflux assessed by pH metry: is it associated with respiratory disease?. — Pediatric Pulmonology. — 2003, № 4. — Vol. 36. — P. 330-334.
- Gorenstein A., Cohen AJ., Cordova Z., Witzling M., Krutman B., Serour F. Hiatal hernia in pediatric gastroesophageal reflux. — Journal of Pediatric Gastroenterology and Nutrition. — 2001, № 5. — Vol. 33. — P. 554-557.
- Eshed I., Gorenstein A., Serour F., Witzling M.. Intussusception in children: can we rely on screening sonography performed by junior residents?. — Pediatric Radiology. — 2004, № 2. — Vol. 34. — P. 134-137.
- Gorenstein A., Witzling M., Haftel LT., Mandelberg A., Serour F. Pleuro-pulmonary involvement in children with blunt splenic trauma. — Journal of Paediatrics and Child Health. — 2003, № 4. — Vol. 39. — P. 282-285.
- Serour F., Weissenberg M., Boaz M., Ezri T., Gorenstein A. Intravenous fluids warming by mattress is simple and efficient during pediatric surgery. — Acta Anaesthesiologica Scandinavica. — 2002, № 1. — Vol. 46. — P. 80-84.
- Kohelet D., Boaz M., Serour F., Cohen-Adad N., Arbel E., Gorenstein A. Esophageal pH study and symptomatology of gastroesophageal reflux in newborn infants. — American Journal of Perinatology. — 2004, № 2. — Vol. 21. — P. 85-91.
- Gorenstein A., Raucher A., Serour F., Witzling M., Katz R. Intussusception in children: reduction with repeated, delayed air enema. — Radiology. — 1998, № 3. — Vol. 206. — P. 721-724.
- Serour F., Samra Z., Kushel Z., Gorenstein A., Dan M. Comparative periurethral bacteriology of uncircumcised and circumcised males. — Genitourinary medicine. — 1997, № 4. — Vol. 73. — P. 288-290.
- Noviski N., Yehuda YB., Serour F., Gorenstein A., Mandelberg A. Does the size of nasogastric tubes affect gastroesophageal reflux in children?. — Journal of Pediatric Gastroenterology and Nutrition. — 1999, № 4. — Vol. 29. — P. 448-451.
- Gorenstein A., Katz S., Schiller M. Snaring the guide for esophageal dilatation through a gastrostomy. — Journal of Pediatric Surgery. — 1983, № 2. — Vol. 18. — P. 174.
- Gorenstein A., Meyer S., Schiller M. Inferior vena cava anomalies associated with giant omphalocele--a proposed classification. — Zeitschrift für Kinderchirurgie. — 1983, № 6. — Vol. 38. — P. 380-382.
- Gorenstein A., Goitein K., Schiller M. Simultaneous superior and inferior vena cava pressure recordings in giant omphalocele repair--a possible guideline for prevention of postoperative circulatory complications. — Zeitschrift für Kinderchirurgie. — 1985, № 6. — Vol. 40. — P. 329-332.
- Gorenstein A., Gordon RL., Shiffrin E., Schiller M. Phlebography of the deep venous system of the leg in children. — Radiology. — 1982, № 3. — Vol. 144. — P. 519-524.
- Carman J., Grünebaum M., Gorenstein A., Katz S., Davidson S. Intussusception in a premature infant simulating necrotising enterocolitis. — Zeitschrift für Kinderchirurgie. — 1987, № 1. — Vol. 42. — P. 49-51.
- Gorenstein A., Katz S., Rein A., Schiller M. Giant cystic hygroma associated with venous aneurysm. — Journal of Pediatric Surgery. — 1992, № 12. — Vol. 27. — P. 1504-1506.
- Gorenstein A., Katz S., Schiller M. Surgical treatment of varicocele in children. — Israel journal of medical sciences. — 1988, № 3. — Vol. 24. — P. 172-174.
- Schiller M., Levy P., Shawa RA., Abu-Dalu K., Gorenstein A., Katz S. Familial Hirschsprung's disease--a report of 22 affected siblings in four families. — Journal of Pediatric Surgery. — 1990, № 3. — Vol. 25. — P. 322-325.
- Cordova Z., Nofech-Mozes S., Witzling M., Gorenstein A., Ballin A. Gastrointestinal smooth muscle tumors and iron deficiency anemia in children. — Medical and Pediatric Oncology. — 1997, № 6. — Vol. 28. — P. 441-443.
- Gorenstein A., O'Halpin D., Wesson DE., Daneman A., Filler RM. Blunt injury to the pancreas in children: selective management based on ultrasound. — Journal of Pediatric Surgery. — 1987, № 12. — Vol. 22. — P. 1110-1116.
- Loeff DS., Filler RM., Gorenstein A., Ein S., Philippart A., Bahoric A., Kent G., Smith C., Vinograd I. A new intratracheal stent for tracheobronchial reconstruction: experimental and clinical studies. — Journal of Pediatric Surgery. — 1988, № 12. — Vol. 23. — P. 1173-1177.
- Hanukoglu A., Danielli L., Katzir Z., Gorenstein A., Fried D. Serious complications of routine ritual circumcision in a neonate: hydro-ureteronephrosis, amputation of glans penis, and hyponatraemia. — European Journal of Pediatrics. — 1995, № 4. — Vol. 154. — P. 314-315.
- Katz S., Rein A., Gorenstein A. Neonatal surgery casebook. Congenital aplasia of iliac veins. — Journal of Perinatology. — 1990, № 3. — Vol. 10. — P. 325-327.
- Gorenstein A., Katz S., Levy P., Schiller M. Non-iatrogenic deep vein thrombosis of lower extremities in children. — Zeitschrift für Kinderchirurgie. — 1986, № 6. — Vol. 41. — P. 375-378.
- Matoth I., Granot E., Gorenstein A., Abu-Dalu K., Goitein K. Gastrointestinal protein loss in children recovering from burns. — Journal of Pediatric Surgery. — 1991, № 10. — Vol. 26. — P. 1175-1178.
- Gorenstein A., Gross E., Houri S., Gewirts G., Katz S. The pivotal role of deep vein thrombophlebitis in the development of acute disseminated staphylococcal disease in children. — Pediatrics. — 2000, № 6. — Vol. 106. — P. E87.
- Ziv T., Herman O., Gorenstein A., Ballin A. Brief report. Malignant melanoma in infancy--too risky to be misdiagnosed. — Medical and Pediatric Oncology. — 1998, № 6. — Vol. 31. — P. 553-554.
- Gorenstein A., Katz S., Schiller M. Varicocele in children: "to treat or not to treat"--venographic and manometric studies. — Journal of Pediatric Surgery. — 1986, № 12. — Vol. 21. — P. 1046-1050.
- Faber J., Goldstein R., Blondheim O., Stankiewicz H., Darwashi A., Bar-Maor JA., Gorenstein A., Eidelman AI., Freier S. Absorption of medium chain triglycerides in the stomach of the human infant. — Journal of Pediatric Gastroenterology and Nutrition. — 1988, № 2. — Vol. 7. — P. 189-195.

### А. Горенштейн о подготовке врачей в СССР (России) и Израиле (по книге  «Глядя в прошлое»)
Оказавшись в 1978 году в Израиле, пройдя все этапы абсорбции и достигший подлинного профессионального мастерства, А. И. Горенштейн пришёл к выводу, что подготовка врачей в СССР существенно отличалась от того, как это было в Израиле. О своих первых впечатлениях в клинике «Хадасса» он писал: 
...Но подлинным шоком для меня оказались врачи. Я уже привык в ленинградской клинике, что я – особа выдающихся способностей, а тут все вокруг в худшем случае – как я, а многие – гораздо способнее. И действительно – все, с кем я начинал работать тогда, от стажеров до резидентов, – сегодня профессора, заведующие клиниками, многие – с мировой известностью. Не меньшим шоком оказались их знания медицины, не хирургии, а именно медицины. Они диагностировали и лечили хирургических больных, как заправские терапевты, они читали ЭКГ, не обращаясь к терапевтам. Одним словом, они были хирургами и врачами – явление, мне ранее не известное. И, наконец, последнее, но не менее важное: побывав в операционной, я увидел, что они оперируют, применяя одинаковую технику, то есть их учили технике операций, как каких-нибудь балерин Вагановского училища натаскивали в базовой балетной технике. Я почувствовал себя деревенским хирургом.

Имея богатый опыт работы и стажировок в великолепно оснащенных клиниках Израиля, Канады, США, Европы, Аркадий Исаакович сокрушался: 
Встречаясь с коллегами из России, я упорно, но безуспешно пытаюсь их убедить, что уровень медицины – это уровень врачей, а не оборудования.
Главное отличие, которое он увидел в системе постдипломного образования врачей, – это существование в Израиле того, что отсутствует в России: стройной «шестилетней программы тренинга по всем … специальностям, которая разработана и постоянно корректируется научным медицинским советом при профсоюзе врачей». В системе тренинга хирургов А. И. Горенштейн придерживался подхода профессора Боба Филлера: «Его принцип обучения: "Первую операцию ты мне помогаешь, вторую – я тебе, а третью ты делаешь без меня"». При этом Аркадий Исаакович с огорчением вспоминал, что его первый учитель профессор Г. А. Баиров никогда не ассистировал своим ученикам.

С большой озабоченностью А. И. Горенштей обращает внимание на тот факт, что в алию конца 80-х – начала 90-х годов, когда в Израиль из СССР и уже «новой» России репатриировалось более 13 тысяч врачей, уровень профессиональной подготовка многих из них оказался существенно ниже требуемого. Лишь немногие из них, такие, как, например, приехавший из России профессор педиатрии А. Z… способны были признать следующее: 
… Саша получил звание специалиста, начал успешно работать частнопрактикующим педиатром. По окончании ознакомления Саша признался мне, что ему недостает около 30% до объема знаний, которыми располагает израильский врач-педиатр после окончания тренинга. Для того, чтобы сделать такое признание, нужно было обладать 70% объема знаний. Увы, подавляющее большинство врачей не имело этих 70% и потому были убеждены, что они в порядке "на все сто процентов", и не понимали, почему их заставляют сдавать экзамены для получения права работать врачом.
Среди приехавших в эти годы в Израиль возникла даже убеждённость в определённой дискриминации русскоязычных врачей. Аркадию Исааковичу, получившему за свою принципиальность негласный титул «Попа Гапон русской алии», приходилось (чаще безуспешно) объяснять, что предъявляемые к репатриантам требования являются общими для всех. Тем не менее, он с удовлетворением отметил, что после переподготовки, подавляющему числу специалистов-медиков из России удалось подтвердить свою врачебную квалификацию, и это вселяет оптимизм.

## Приложения
1. 1 2  Профессор Эдуард Шифрин (недоступная ссылка)
2. 1 2  Профессор Натан Зальц. Дата обращения: 12 октября 2016. Архивировано 21 апреля 2017 года.
3. 1 2  Отделение детской хирурги клиники Вольфсон. Дата обращения: 12 октября 2016. Архивировано из оригинала 24 декабря 2016 года.
4. ↑  Горенштейн Исаак Аронович Архивная копия от 13 октября 2016 на Wayback Machine: Фотокопия удостоверения о гибели в январе 1943 года старшего лейтенанта Исаака Ароновича Горенштейна, 1916 года рождения, посланная его вдове Кантор Доре Яковлевне в город Буйнакск, ул. Комсомольская 34.
5. ↑  Информация из донесения о безвозвратных потерях Архивная копия от 18 октября 2016 на Wayback Machine: «Старший лейтенант Исаак Аронович Горенштейн, 1916 года рождения, уроженец местечка Слободки Каменец-Подольской области, 162-я танковая бригада, погиб в бою 7 января 1943 года. Жена — Кантор Дора Яковлевна, г. Буйнакск».
6. ↑  Информация из приказа об исключении из списков Горенштейна Исаака Ароновича. Дата обращения: 12 октября 2016. Архивировано 13 октября 2016 года.
7. ↑  История Вологодской областной детской больницы. Дата обращения: 12 октября 2016. Архивировано 10 ноября 2016 года.
8. ↑  Детская больница SickKids. Дата обращения: 12 октября 2016. Архивировано 13 октября 2016 года.
9. ↑  «Heart to heart» в России. Дата обращения: 12 октября 2016. Архивировано из оригинала 22 ноября 2016 года.